# استان کولپلوگو
استان کولپلوگو (به لاتین: Koulpélogo Province) یک منطقهٔ مسکونی در بورکینافاسو است که در ناحیه مرکز-است واقع شده‌است. استان کولپلوگو ۵٬۳۴۸ کیلومتر مربع مساحت و ۳۶۱٬۵۸۶ نفر جمعیت دارد.